# Rastenburger SV 08
Rastenburger Sportverein 1908 – niemiecki klub piłkarski z siedzibą w Kętrzynie (niem. Rastenburg). Istniał w latach 1908–1945.

## Historia
Klub został założony w 1908 roku jako Rastenburger SV. W 1934 roku dokonał fuzji z VfL 1923 Rastenburg, tworząc Rastenburger SV 08. Siedem razy wziął udział w rozgrywkach regionalnej ligi związku Baltenverband (1910/1911, 1912/1913, 1922/1923, 1925/1926, 1927/1928, 1930/1931, 1932/1933), jednak ani razu w nich nie zwyciężył. W 1933 roku wszedł w skład nowo utworzonej Gauligi (grupa Ostpreußen), będącej wówczas najwyższą niemiecką ligą. Spędził w niej pięć sezonów, po czym spadł z ligi w wyniku reorganizacji polegającej na połączeniu grup Gauligi – Allenstein, Danzig, Gumbinnen oraz Königsberg w jedną dywizję i zmniejszeniu liczby drużyn uczestniczących w rozgrywkach z 28 do 10. W 1945 roku w wyniku przyłączenia Kętrzyna do Polski, został rozwiązany.

## Występy w Gaulidze
| Liga                                        | Sezon     | Pozycja     |
| ------------------------------------------- | --------- | ----------- |
| Gauliga Ostpreußen Gruppe II                | 1933/1934 | 7.          |
| Gauliga Ostpreußen Gruppe II                | 1934/1935 | 4.          |
| Gauliga Ostpreußen Bezirksklasse Allenstein | 1935/1936 | 5.          |
| Gauliga Ostpreußen Bezirksklasse Allenstein | 1936/1937 | 3.          |
| Gauliga Ostpreußen Bezirksklasse Allenstein | 1937/1938 | 6. (spadek) |